# Religion au Royaume-Uni
 (février 2023).
- Sans appartenance religieuse (37 %)
- Christianisme (46 %)
- Islam (6 %)
- Hindouisme (1 %)

La religion principale au Royaume-Uni est le christianisme. Cependant, on assiste depuis plusieurs années[Quand ?] à une forte diminution de la pratique religieuse et à une baisse de l'influence des religions dans la société. On retrouve ce phénomène de sécularisation dans les autres pays occidentaux. 
En 2009, on a dénombré davantage de pratiquants catholiques (861 000 fidèles assistant chaque dimanche à une messe catholique) que de pratiquants anglicans (852 000), soit une première depuis le XVIe siècle,.
Selon le recensement de 2021, les habitants du Royaume-Uni se déclaraient à 46,5 % chrétiens, 37,8 % sans religion, 6,0 % musulmans, 1,6 % hindous, 0,8 % sikhs, 0,4 % juifs et 0,4 % bouddhistes.

## Avant le christianisme
- Préhistoire de la Grande-Bretagne, liste des sites préhistoriques en Grande-Bretagne, Préhistoire de l'Écosse, Préhistoire de l'île de Man
- Âge du bronze britannique (de -2500 à -800) : Sites mégalithiques au Royaume-Uni, dont sites mégalithiques en Angleterre, dont Stonehenge Avebury et sites associés, ou Silbury Hill ou Cercle de Brodgar...
- Âge du fer britannique (de -800 à + 100) : mythologie celtique, religion des Celtes, druide, art celte, et donc une partie du folklore anglais
- Langues au Royaume-Uni, histoire de la langue anglaise, langues celtiques, scots, cornique...

## Christianisme

Îles britanniques
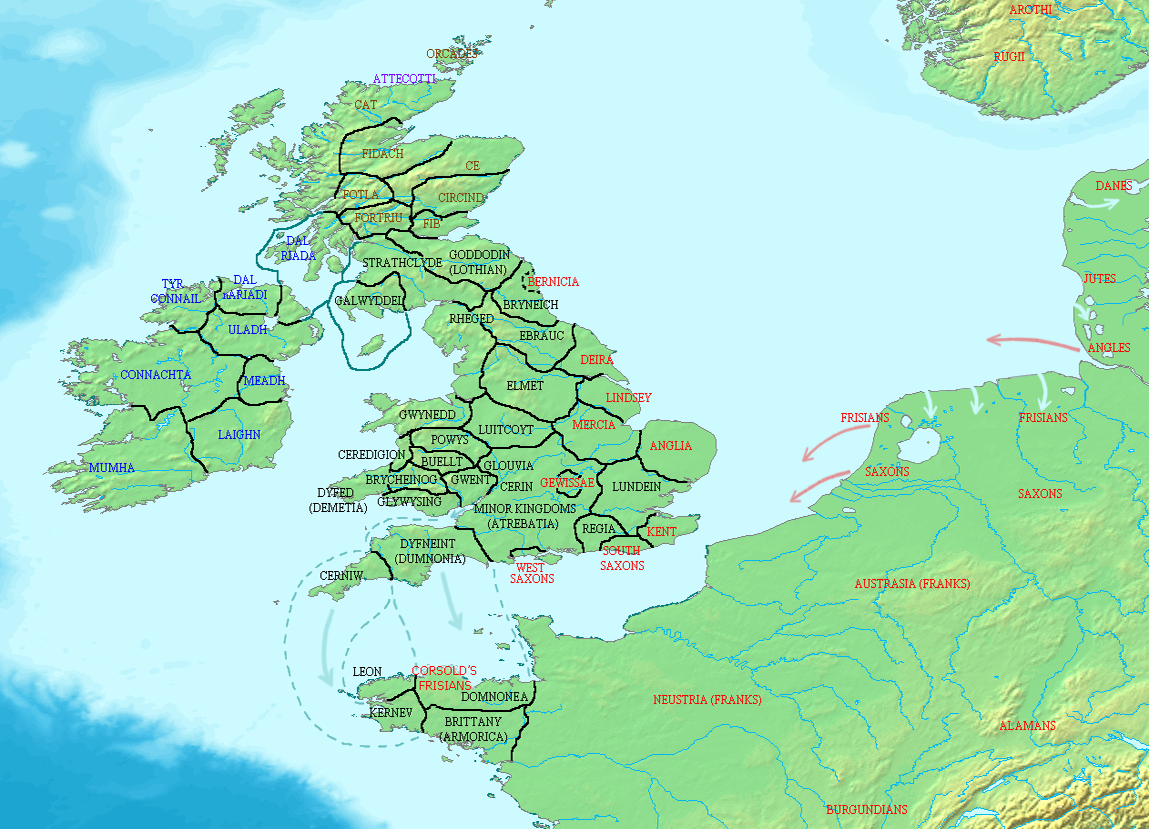
Royaumes aux Îles britanniques vers 500
Peuples vers 600
Angleterre en 878
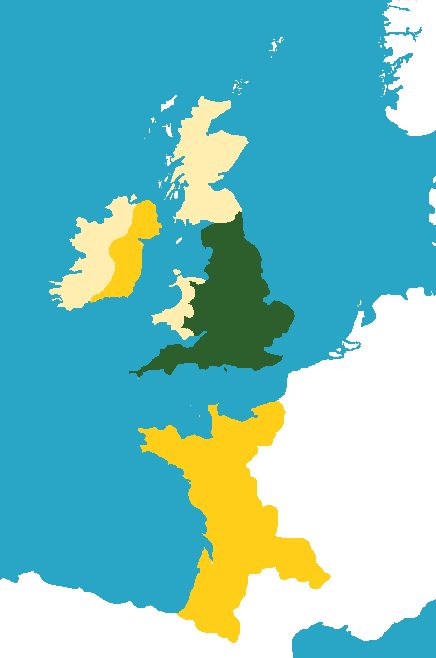
Angleterre des Plantagenet

### Repères historiques avant la Réforme anglaise de 1530
L'histoire du christianisme en Grande-Bretagne commence à l'époque romaine : christianisme dans la Bretagne romaine (en), Bretagne (province romaine) (40-410). La romanisation s'accompagne d'une première christianisation. Le polythéisme romain s'accommode d'autres pratiques religieuses (Isis, Mithra, Cybèle), dont témoignent des exemples de  fanum : Liste de temples romano-celtiques en Bretagne romaine (en) (de Jordan Hill (en), etc.).
Le diocèse des Bretagnes (296-410), au sens administratif de regroupement de provinces du Bas-Empire romain, concerne les territoires au sud du Mur d'Hadrien. Le concile d'Arles (314) accueille trois évêques de Grande-Bretagne. Selon Sulpice Sévère, trois évêques bretons sont attendus au concile de Rimini en 359. Pélage (350-420), qui développe la doctrine du pélagianisme (condamnée dès 411 par trois conciles), est d'origine bretonne insulaire. Il existe également de nombreux saints romano-britanniques (en).
L'histoire de l'Angleterre anglo-saxonne (400-1066) débute avec la colonisation de la Grande-Bretagne par les Anglo-Saxons. Le christianisme celtique (christianisme irlandais, histoire de la religion en Écosse, pierres pictes) concerne la Grande-Bretagne post-romaine (400-600). L'expansion du christianisme au Moyen Âge se fait par des missions écossaises et irlandaises : mission hiberno-écossaise (en)
- Heptarchie, Vikings dans les îles Britanniques
- Paganisme anglo-saxon, christianisation de l'Angleterre anglo-saxonne (en)
- Mission grégorienne (597-653), Augustin de Cantorbéry, Æthelberht (roi du Kent), conversion de la Northumbrie
- Christianisme dans l'Angleterre anglo-saxonne (en), liste de saints anglo-saxons, culte des saints dans l'Angleterre anglo-saxonne (en)
- Concile de Whitby (664), Histoire ecclésiastique du peuple anglais (731), Chronique anglo-saxonne (vers 890)
- Art insulaire, enluminure insulaire, art anglo-saxon, enluminure anglo-saxonne, hautes croix, architecture anglo-saxonne (religieuse)
- Réforme bénédictine anglaise (960-990), concile synodal de Westminster (970), Regularis concordia (970)

L'invasion normande du pays de Galles (1067) ouvre une nouvelle période également dans le domaine religieux :
- Conquête normande de l'Angleterre (1066-1075), Dévastation du Nord de l'Angleterre, Domesday Book
- Littérature anglo-normande, architecture romane normande (religieuse)
- Laudabiliter (1155), bulle pontificale du seul pape d'origine anglaise Adrien IV
- Architecture gothique anglaise (religieuse, 1180-1520)

Plus tardivement, la Taxatio Ecclesiastica (en) (1291-1292) clarifie les positions financières de l'Église catholique romaine. 
John Wyclif (1330-1384), célèbre religieux réformateur (l'Étoile du Matin), précurseur du protestantisme (hussitisme et anabaptisme), publie sa traduction en anglais de la Bible (Bible de Wyclif (1382-1384), General Prologue of the Wycliffe Bible). Ses thèses sont rapidement condamnées, interdites, jugées hérétiques, particulièrement au concile de Constance (1414-1418). Une partie de ses disciples conséquents, les Lollards (the poor priests, pauvres prêcheurs), dont Wat Tyler, John Wrawe et John Ball, également attachés aux questions temporelles, à la manière du mouvement vaudois, est à l'origine de la révolte des paysans anglais de 1381 : Tradition de Pierre le laboureur.
La dissolution des monastères (1535-1539) (Liste des monastères dissous par Henri VIII d'Angleterre) et l'iconoclasme protestant (à l'époque d'Edward Seymour) scellent la fin du christianisme catholique en Grande-Bretagne : anticatholicisme au Royaume-Uni, liste des martyrs catholiques de la réforme anglaise.

### Anglicanisme
Le Royaume-Uni n'est officiellement pas un pays laïc à l'image par exemple de la France, mais présente une synthèse audacieuse entre affirmation du caractère religieux de l’État britannique et liberté de conscience et de culte. En effet, l’État britannique présente une église établie, l’Église d'Angleterre, qui n'hésite pas à intervenir dans le champ de la politique nationale et donner son avis sur les évolutions d'orientation politique, sociétale, voire économique.
À partir de la Réforme du XVIe siècle, où l'Angleterre tourne le dos au catholicisme (réforme anglaise, schisme anglican, anglicanisme), sous le règne de Henri VIII, l’État qui avait déjà un droit de regard sur la nomination des évêques accroît son influence sur une Église désormais entièrement sous son contrôle : désormais, à chaque vacance épiscopale, le chapitre de la cathédrale doit en informer le monarque qui produit un « congé à élire », autorisation officielle de procéder à l'élection d'un nouvel évêque, assorti d'une missive précisant le nom du candidat favori du roi, parfois sans même consulter l'archevêque de Cantorbéry.
L'Église d'Angleterre a sa propre histoire. Ainsi, lors de la Restauration Stuart : complot papiste (1678), Exclusion Bill (1678-1681), Act of Settlement 1701, en lien avec les événements politiques, diplomatiques ou guerriers.
Les autres grandes églises anglicanes au Royaume-Uni sont l'Église épiscopalienne écossaise, l'Église au pays de Galles, l'Église d'Irlande, autonomes, et participant à la Communion de Porvoo.
Par peur d'allonger la liste des martyrs protestants durant la réforme anglicane, des dissidents religieux quittent l'Église d'Angleterre, et le Royaume-Uni : persécutions Mariales et exilés mariaux (1554-1558). Les plus célèbres dissidents sont les Pères pèlerins, qui émigrent en Amérique, à bord du Mayflower en 1620.
Au XIXe siècle avec la parlementarisation croissante du système politique, les attributions traditionnelles du Roi sont transmisses au Premier ministre, ce qui inclut le pouvoir de nomination des évêques, et l'influence du roi se limite désormais à un simple véto. La Reine Victoria désapprouvait par exemple les nominations d'évêques « politiques » dont les sensibilités étaient trop affirmées. Cette dernière entra en conflit avec Lord Roseberry en 1895, accusé de favoriser des évêques ayant des liens avec le Parti Libéral.
Au XXe siècle, l'influence du monarque dans le processus de nomination devient purement nominal, alors même que l'influence de l'archevêque de Cantorbéry, elle s'affirme, notamment à travers la figure de Randall Davidson, titulaire de la charge de 1903 à 1928.
En 1974, après consultation de l'archevêque et du président du Collège des Laïcs dans l'Église, Sir Norman Anderson, une nouvelle procédure est adoptée. C'est la création du Crown Appointements Committee (CAC), organe collégial chargé des nominations. Il est composé de deux archevêques (Cantorbéry et York) de six membres élus par le Synode général (trois par le collège des clercs et trois par le collège des laïcs) et enfin quatre membres du comité diocésain de l'évêché vacant. Cet organe produit une liste de deux noms (hiérarchisée) qui est soumise à appréciation du Premier ministre, celui-ci pouvant demander de renvoyer le dossier et d'examiner la candidature d'autres noms. Enfin, ce document doit être motivé et accomapgné d'un compte-rendu des travaux de l'organe.
Quoique l'anglicanisme soit présent dans tous les quatre pays du Royaume-Uni, le terme « religion d’État » s’applique seulement à l'Angleterre et son église. L'Église au pays de Galles, l'Église épiscopalienne écossaise et l'Église d'Irlande, les noms pour la communion anglicane dans leurs pays respectifs, ne sont pas églises établies.
Au XIXe siècle, une forme de nationalisme chrétien revendique le maintien de l'Église d'Angleterre contre toute abolition de l'Église d'Angleterre et/ou de laïcité ou laïcisation (par séparation de l'Église et de l'État).
Les années 2000 révèlent deux mouvements au Royaume-Uni :  Mouvement anglican continué (Communion anglicane traditionnelle), Réalignement anglican.
Le pape Benoît XVI, pour le Vatican, établit un rapprochement, par constitution apostolique, créant une structure canonique  destinée à des groupes d'Anglicans : Anglicanorum coetibus (2009).

### Presbytérianisme
Le bastion du presbytérianisme au Royaume-Uni est l'Écosse, où il est largement représenté par l'Église d'Écosse : confession de foi écossaise (1560). Au XVIIIe siècle, l'Église garde sa théologie réformée, calviniste, et exerce un contrôle strict sur la moralité de la majeure partie de la population écossaise. Donc, elle a une influence non négligeable sur le développement culturel de l'Écosse.
L'Église d'Écosse est reconnue comme l'église officielle, mais pas l'église établie du pays, par la loi de 1921 sur l'Église d'Écosse (Church of Scotland Act 1921).
Dans le reste du Royaume-Uni, le presbytérianisme est très faible : Église presbytérienne en Irlande (1610).

### Baptisme
L’Union baptiste de Grande-Bretagne, une confession chrétienne évangélique baptiste, a été fondée par des baptistes réformés (baptistes particuliers, confession de foi baptiste (1644) et (1689) et des baptistes généraux (vers 1600) en 1832. Selon un recensement de l'union publié en 2020, elle disait avoir 1,895 églises et 111,208 membres.

### Pentecôtisme
Les Assemblées de Dieu en Grande-Bretagne, une confession chrétienne évangélique pentecôtiste, ont été fondées à Birmingham en 1924. En 2019, elles comptaient 500 églises.

### Catholicisme
L'Église catholique (romaine) au Royaume-Uni, héritière d'une longue tradition, est organisée en huit provinces ecclésiastiques qui ne sont pas soumises à une juridiction nationale au sein d'une Église nationale autocéphale, mais sont soumises à la juridiction universelle du Pape, évêque de Rome, au sein de l'« Église universelle ».

### Quelques autres confessions religieuses chrétiennes
- Confessions chrétiennes au Royaume-Uni (en)
- Dissidents anglais (vers 1550), Non-conformistes (1566), Puritanisme (1559), Récusants...
- Muggletonianisme (en) (mouvement protestant, 1651)...
- Quakerisme (vers 1650), Quakerisme au Royaume-Uni (en)
- Méthodisme en Angleterre (en), Méthodisme (1784)
- Association unitarienne britannique et étrangère (en) (1825)
- Mouvement des saints des derniers jours au Royaume-Uni (en), Église de Jésus-Christ des saints des derniers jours (1830, Mormons)
- Église Libre d'Angleterre (en) (1844)
- Armée du salut au Royaume-Uni (en), Armée du salut (1865)
- Science Chrétienne en Angleterre (en), Église du Christ, scientifique (en) (1879), Science chrétienne ou Science du Christ
- Nouveau mouvement religieux : Témoins de Jéhovah (années 1870), Étudiants de la Bible
- Christianisme oriental au Royaume-Uni (en)

### Missions ultramarines
Dans le mouvement des Compagnies européennes fondées au XVIIe siècle, particulièrement de la Compagnie britannique des Indes orientales (1600 puis 1660-1874), avec le développement de l'Empire britannique (1707-1997), se mettent en place des organisations (éventuellement interconfessionnelles) se chargeant d'évangéliser les peuples (d'Afrique, d'Amérique, d'Asie, d'Océanie) : London Missionary Society (1795), Church Mission Society (1799), Agence missionnaire presbytérienne (1831), Alliance évangélique mondiale (1846), Alliance baptiste mondiale, etc. Les sociétés missionnaires de l'Église d'Angleterre (en) organisent le travail d'évangélisation des missionnaires protestants britanniques, dans le vaste mouvement des missions protestantes et évangéliques.
Le capitalisme marchand mène à la colonisation britannique des Amériques, accompagnée de colonisation écossaise des Amériques et de colonisation galloise des Amériques, mais également plus généralement à la colonisation de l'Asie, de l'Afrique, et de l'Océanie.
La colonisation signifie émigration aux États-Unis (initiée par l'arrivée des Pères pèlerins, dissidents religieux, à bord du Mayflower en 1620), au Canada, en Australie, et vers d'autres pays, mais aussi migrations irlandaises aux États-Unis.
La colonisation signifie enfin traites négrières et autres formes d'esclavage.
Certains groupes de prière contribuent à des progrès sociétaux comme l'abolition de l'esclavage : Secte de Clapham (1780), Society for the Education of Africans (1799).

### Art religieux chrétien
- Art sacré, art chrétien, art médiéval, art liturgique, mobilier liturgique, enluminure, vitrail

La peinture chrétienne, très active au Moyen-Âge et à la Renaissance, n'est guère appréciée dans le christianisme réformé : iconoclasme protestant (à l'époque d'Edward Seymour).
Le vitrail est à sa manière la Bible du pauvre (en) : vitrail médiéval, renouveau des vitraux britanniques et irlandais (1811-1918) (en).

#### Architecture religieuse chrétienne
La forme la plus stable de patrimoine religieux est l'architecture chrétienne, très présente dans les Îles britanniques :
- Édifices religieux au Royaume-Uni
- Liste d'abbayes cisterciennes en Angleterre
- Liste des cathédrales de Grande-Bretagne
- Liste d'anciennes cathédrales en Grande-Bretagne (en)
- Architecture des cathédrales médiévales d'Angleterre (en)
- Liste des abbayes, prieurés et couvents anglais servant d'églises paroissiales (en)
- Liste des maisons monastiques en Angleterre (en) (par comté contemporain)
- Monuments religieux anglais (en)
- Major Churches Network (en)

#### Musique religieuse chrétienne
Avant la Réforme : monodie, rite celtique, plain-chant, chant grégorien, rite de Sarum, ars nova, antiennes, carols (en) (chants de fête), etc.
Avec la Réforme, la liturgie anglicane utilise des textes, prières et chants, en anglais : Livre de la prière commune (1549), psaumes, cantates, cantiques, hymnes, louanges, polyphonie, messes, chorales, ensembles vocaux (Chœurs), oratorios, orgue, harmonium...
- Tradition musicale anglicane
- Musique liturgique anglicane) (en)
- Liste des chants de Noël aux Nine Lessons and Carols, Chapelle du Collège Royal (en), (King's College Chapel)
- Chœur du King's College (King's College Chapel), Chapel Royal
- Chœur du King's College de Londres (en)
- Usage anglican
- Musique liturgique d'Écosse (en)

Parmi les compositeurs britanniques de musique sacrée :
- John Taverner (1490-1545)
- Thomas Tallis (1505-1585)
- William Byrd (1540-1623)
- Richard Dering (1580-1630)
- Orlando Gibbons (1583-1625)
- Henry Purcell (1659-1695)
- Daniel Purcell (1664-1717)
- Georg Friedrich Haendel (1685-1759)
- Gustav Holst (1874-1934)
- Colin Mawby (en) (1936-2019)
- John Tavener (1944-2013)
- John Rutter (1945)
- Liste de compositeurs de l'Église anglicane (en)

## Autres religions

### Islam
L'Islam au Royaume-Uni est la deuxième religion la plus répandue sur ce territoire, avec 3 114 992 déclarants en 2016. Cette communauté provient en grande partie de l'immigration indienne, pakistanaise et bangladaise, et pour une moindre part de musulmans d'Afrique (Maghreb et autre).
- Muslim Council of Britain (1997)
- Liste de mosquées du Royaume-Uni
- Londonistan, Milices islamiques (Londres)

### Judaïsme
Le judaïsme est présent sur le territoire britannique depuis la conquête normande de l'Angleterre et se poursuit jusqu’à nos jours, sauf pour la période du XIIIe au XVIIe siècle. La communauté juive du Royaume-Uni (269 568 en 2011) est aujourd'hui la deuxième plus importante d'Europe après celle de France.
- Histoire des Juifs en Angleterre (1066-1290) (en)
- Première littérature juive anglaise (en)
- Édit d'Expulsion (1290)
- Histoire des Marranes en Angleterre
- Réinstallation des Juifs en Angleterre (en) (à partir de 1649)
- Loi de 1753 sur la naturalisation juive au Royaume-Uni (en)
- Émancipation juive au Royaume-Uni (en) (années 1830)
- Histoire des Juifs en Écosse
- Histoire des Juifs en Irlande (en)
- Histoire des Juifs au Pays de Galles (en)
- Liste d'anciennes synagogues au Royaume-Uni (en)
- Liste de communautés juives au Royaume-Uni (en)

### Religions non abrahamiques
L'ensemble correspond au maximum à environ 2 000 000 de personnes déclarées au recensement de 2011 :
- Hindouisme au Royaume-Uni (en) (817 000 déclarés en 2011), liste des temples hindous au Royaume-Uni (en), Indiens britanniques (en), diaspora indienne
- Sikkhisme au Royaume-Uni (en) (432 000 déclarés en 2011)
- Jaïnisme au Royaume-Uni (en) (40 000 reconnus en 2007)
- Bouddhisme au Royaume-Uni (en) (250 000 déclarés en 2011), liste des temples bouddhistes au Royaume-Uni (en)
- Foi baha'i au Royaume-Uni (en) (5 000 environ en 2011)
- Scientologie au Royaume-Uni (en), officiellement reconnue comme religion en 2014[13] (2 400 environ déclarés en 2011)
- Paganisme moderne au Royaume-Uni (en) (74 631 déclarés en 2011), néopaganisme
  - Néodruidisme, au statut religieux officiellement reconnu en 2010,  Druid Order (1717 et 1909), Ancient Order of Druids (1781), United Ancient Order of Druids (1833), Church of the Universal Bond (en) (1912)
  - Wicca ou wiccanisme
  - Mouvement völkisch, Ásatrú, Rite Odinique (en) (odinisme, wodénisme)

## Statistiques
| Religion         | 2001   | 2011   | 2021   |
| ---------------- | ------ | ------ | ------ |
| Christianisme    | 71,7 % | 59,5 % | 46,5 % |
| Sans religion    | 14,8 % | 25,7 % | 37,8 % |
| Islam            | 3,0 %  | 4,4 %  | 6,0 %  |
| Hindouisme       | 1,1 %  | 1,3 %  | 1,6 %  |
| Sikhisme         | 0,6 %  | 0,7 %  | 0,8 %  |
| Judaïsme         | 0,5 %  | 0,4 %  | 0,4 %  |
| Bouddhisme       | 0,3 %  | 0,4 %  | 0,4 %  |
| Autres religions | 0,3 %  | 0,4 %  | 0,6 %  |
| Non indiqué      | 7,7 %  | 7,2 %  | 5,9 %  |

Répartition des religions dans les quatre nations constitutives du Royaume-Uni selon les recensements de 2011,, :
| Religion         | Angleterre | Écosse  | Pays de Galles | Irlande du Nord |
| ---------------- | ---------- | ------- | -------------- | --------------- |
| Christianisme    | 59,4 %     | 53,8 %  | 57,6 %         | 82,4 %          |
| Sans religion    | 24,7 %     | 36,7 %  | 32,1 %         | 10,1 %          |
| Islam            | 5,0 %      | 1,4 %   | 1,5 %          | 0,2 %           |
| Hindouisme       | 1,5 %      | 0,3 %   | 0,3 %          | 0,1 %           |
| Sikhisme         | 0,8 %      | 0,2 %   | 0,1 %          | -               |
| Bouddhisme       | 0,5 %      | 0,2 %   | 0,3 %          | 0,1 %           |
| Judaïsme         | 0,5 %      | 0,1 %   | 0,1 %          | -               |
| Autres religions | 0,4 %      | 0,3 %   | 0,4 %          | 0,4 %           |
| Non indiqué      | 7,2 %      | 7,0 %   | 7,6 %          | 6,8 %           |
| Total            | 100,0 %    | 100,0 % | 100,0 %        | 100,0 %         |

Principales religions chrétiennes :
| Religion                                                                                                   | Angleterre | Écosse     | Pays de Galles | Irlande du Nord |
| --- | ---------- | ---------- | -------------- | --------------- |
| Anglicanisme : - Église d'Angleterre - Église épiscopalienne - Église du pays de Galles - Église d'Irlande | -          | -          | -              | - 14 %          |
| Méthodisme - Église méthodiste de Grande-Bretagne - Église méthodiste (Irlande)                            | - -        | - -        | - -            | 3 % -           |
| Presbytérianisme : - Église d'Écosse - Église presbytérienne en Irlande                                    | - - -      | - 32,4 % - | - - -          | 19 % - -        |
| Catholicisme                                                                                               | -          | 15,9 %     | -              | 41 %            |
| Autres chrétiens                                                                                           | -          | 5,5 %      | -              | 5,8 %           |